# Gerda Cronie
Gerda Cronie (Paramaribo 2 de septiembre de 1953) es una actriz de Surinam. Gerda estudió en la Academia Stella Adler en la ciudad de Nueva York. Al cabo de tres años completó sus estudios y regresó a los Países Bajos. 
En los Países Bajos alcanzó fama por su personaje de la hermana Tineke en la serie "Medisch Centrum West". Ella actuó en este papel durante la primera temporada (1988). Luego Cronie ha trabajado principalmente en producciones alemanas. Aunque fue actriz invitada en varias producciones neerlandesas tales como "Goede tijden, slechte tijden" y "Luifel & Luifel".

## Carrera

### TV
- Medisch Centrum West - Tineke Hagenbeek (1988)
- Goede tijden, slechte tijden - Gisella Mansana (1996)
- Goudkust (telenovela) - Mavis Zuidgeest (2000)
- Onderweg naar Morgen - Mevrouw Sauers (1994)/Moeder Isarin (2005, 2008)
- Van Speijk (serie de TV) - Laetitia Graanoogst (2006)

Actriz invitada en  De Vlaamsche Pot y Mijn dochter en ik.

### Películas
- Lek - Sabine Kluge (2000)

- Datos: Q2891527